# Centropogon tenuifolius
Centropogon tenuifolius är en klockväxtart som beskrevs av Franz Elfried Wimmer. Centropogon tenuifolius ingår i släktet Centropogon och familjen klockväxter. Inga underarter finns listade i Catalogue of Life.